# دغاغلة (أهواز)
دغاغلة (بالفارسية: دغاغله) هي قرية وتقع في إيران في قسم عنافجة الريفي. يقدر عدد سكانها بـ 4,876 نسمة .